# Famille Madatov
La famille Madatov ou Madatian (en russe Мадатов, en arménien Մադաթյան) est une famille princière arménienne.

## Personnalités célèbres de cette famille
- Valerian Grigorievitch Madatov (1782-1829) : prince et militaire arménien en service dans l'armée impériale de Russie dont il fut l'un des commandants au cours des guerres napoléoniennes. Il se distingua à la guerre russo-turque de 1806-1812,  la guerre patriotique de 1812, la guerre du Caucase (1817-1864), la guerre russo-persane de 1826-1828 et la guerre russo-turque de 1828-1829). Il épousa la princesse Sofia Alexandrovna Moukhanova.